# Escola de Castissent
L'Escola de Castissent és una obra de Tremp (Pallars Jussà) protegida com a Bé Cultural d'Interès Local.

## Descripció
Es tracta d'un edifici de planta rectangular al qual se li annexen dues petites naus consecutives situades a l'extrem nord de l'edifici. Consta de planta baixa i golfes. L'aparell és de pedra del país sense treballar rejuntada amb fang i arrebossat amb una fina capa de ciment. A la façana sud es troba una porta d'accés acabada amb arc rebaixat fet a base de maons. Aquesta és precedida per unes escales semicirculars. A la seva dreta s'obre una finestra; tant la porta com la finestra s'insereixen en una obertura tapiada amb totxana que dibuixava una gran arcada. A la part esquerra de la façana hi ha tres finestres quadrangulars acabats amb arc rebaixat. Al centre de la façana nord hi ha un finestral rectangular acabat amb arc rebaixat i a l'esquerra una finestra rectangular acabada amb llinda de fusta. A la façana lateral esta es troba una porta amb llinda de fusta, sobre la qual hi ha una finestra a nivell de les golfes. Les obertures de les parets nord i sud i les cantonades de l'edifici presenten un rivet ornamental amb una sanefa de motius geomètrics. La coberta és a dues vessants, presenta un ràfec en el qual hi ha un rivet ornamental de totxana que representa un cadenat de dents de serra; està construïda a partir d'un embigat de fusta coberta amb teula ceràmica.